# Джон Спейдел
Джон Спейдел (на английски: John Speidell) е английски математик.
Сведенията за живота му са ограничени. Той е учител по математика в Лондон в началото на XVII век и един от ранните последователи на Джон Непер в неговите изследвания на логаритмите. През 1619 година публикува свои таблици с естествените логаритми на синуси, тангенси и секанси, а през 1622 година и разширено издание с естествените логаритми на числата от 1 до 1000.